# Sunflower (chanson)
Pour les articles homonymes, voir Sunflower.
Singles par Post Malone
Better Now
(2018) Wow
(2018)
Singles par Swae Lee
Close to Me (en)
(2018) Real Friends
(2018)
Sunflower (Spider-Man: Into the Spider-Verse), plus connue sous le titre Sunflower, est   une chanson interprétée par Post Malone et Swae Lee pour la bande originale (en) du film Spider-Man: New Generation. Elle est publiée le 18 octobre 2018 par le label Republic Records.

## Développement
Sony Pictures Entertainment, qui produit et distribue Spider-Man: New Generation, s'associe au label Republic Records pour créer la bande-originale du film,. Le 1er octobre 2018, alors qu'il est invité dans le talk-show américain The Tonight Show Starring Jimmy Fallon, Post Malone dévoile un extrait de dix secondes d'une chanson dont il ne donne pas le titre, mais il confirme qu'elle fait partie de la bande-originale du film Spider-Man: New Generation. Deux semaines plus tard, Swae Lee publie un extrait de son couplet sur ses réseaux sociaux et révèle que le titre de la chanson est Sunflower.

## Accueil commercial
La semaine de sa sortie, Sunflower entre dans le Billboard Hot 100 en neuvième position. Elle prend la première place de ce top dans le classement daté du 15 janvier 2019. Il s'agit du troisième single de Post Malone à occuper la première position de ce classement après Rockstar et Psycho et du premier en solo pour Swae Lee après Black Beatles du groupe Rae Sremmurd. Après la sortie du troisième album de Post Malone Hollywood's Bleeding, Sunflower devient l'une des trois chansons étant restées le plus longtemps dans le top 10 du Billboard Hot 100 avec trente-trois semaines,.
La chanson Sunflower atteint les top 10 d'autres classements américains : dans les classements datés du 15 janvier 2019, elle est première du top Digital Songs avec 46.7 millions d'écoutes en streaming, du top Digital Songs Sales avec 48 000 téléchargements, du top Hot R&B/Hip-Hop Songs et du top Hot Rap Songs et dixième du top Radio Songs.
En mars 2020, le clip vidéo atteint le milliard de visionnages sur YouTube.
La chanson est certifiée dix-sept fois disque de platine aux États-Unis en novembre 2022, devenant ainsi la chanson avec la plus grosse certification de la Recording Industry Association of America. Elle atteindra le double disque de diamant (20x disque de platine) en février 2024, c'est le premier single de l'histoire à avoir ses certifications.

## Classements et certifications
| Classement (2018-19)                    | Meilleure position |
| --------------------------------------- | ------------------ |
| Allemagne (Media Control AG)            | 36                 |
| Argentine (Argentina Hot 100 (en))      | 51                 |
| Australie (ARIA)                        | 1                  |
| Autriche (Ö3 Austria Top 40)            | 19                 |
| Belgique (Flandre Ultratop 50 Singles)  | 15                 |
| Belgique (Wallonie Ultratop 50 Singles) | 14                 |
| Brésil (Crowley Charts (en))            | 87                 |
| Canada (Hot 100)                        | 1                  |
| Chine (Airplay/FL (en))                 | 22                 |
| Corée du Sud (Gaon)                     | 160                |
| Croatie (HRT)                           | 44                 |
| Danemark (Tracklisten)                  | 3                  |
| Écosse (OCC)                            | 15                 |
| Espagne (PROMUSICAE)                    | 96                 |
| Estonie (IFPI)                          | 4                  |
| États-Unis (Hot 100)                    | 1                  |
| États-Unis (Adult Pop Songs)            | 29                 |
| États-Unis (Digital Songs)              | 1                  |
| États-Unis (R&B/Hip-Hop Songs)          | 1                  |
| États-Unis (Pop Airplay)                | 4                  |
| États-Unis (Rap Songs)                  | 1                  |
| États-Unis (Rhythmic Songs)             | 1                  |
| États-Unis (Rolling Stone charts (en))  | 1                  |
| Finlande (Suomen virallinen lista)      | 8                  |
| France (SNEP)                           | 63                 |
| Hongrie (Stream Top 40)                 | 5                  |
| Irlande (IRMA)                          | 3                  |
| Italie (FIMI)                           | 33                 |
| Lettonie (Latvijas Radio 5 (en))        | 18                 |
| Malaisie (RIM (en))                     | 1                  |
| Mexique (Billboard)                     | 1                  |
| Norvège (VG-lista)                      | 6                  |
| Nouvelle-Zélande (RMNZ)                 | 1                  |
| Pays-Bas (Nederlandse Top 40)           | 19                 |
| Pays-Bas (Single Top 100)               | 33                 |
| Pologne (ZPAV)                          | 81                 |
| Portugal (AFP)                          | 13                 |
| Tchéquie (IFPI Rádio)                   | 18                 |
| Tchéquie (IFPI Singles Digitál)         | 7                  |
| Royaume-Uni (UK Singles Chart)          | 3                  |
| Royaume-Uni (UK R&B Chart)              | 1                  |
| Singapour (RIAS (en))                   | 2                  |
| Slovaquie (IFPI Rádio)                  | 67                 |
| Slovaquie (Singles Digitál Top 100)     | 6                  |
| Suède (Sverigetopplistan)               | 4                  |
| Suisse (Schweizer Hitparade)            | 22                 |

| Classement (2018)                           | Position |
| ------------------------------------------- | -------- |
| Australie (ARIA Charts)                     | 85       |
| Classement (2019)                           | Position |
| Canada (Canadian Hot 100)                   | 2        |
| Canada (Hot Canadian Digital Songs)         | 6        |
| États-Unis (Billboard Hot 100)              | 2        |
| États-Unis (Dance/Mix Show Airplay (en))    | 31       |
| États-Unis (Digital Song Sales)             | 3        |
| États-Unis (Hot R&B/Hip-Hop Songs)          | 2        |
| États-Unis (On-Demand Songs (es))           | 2        |
| États-Unis (Pop Songs)                      | 14       |
| États-Unis (R&B/Hip-Hop Digital Song Sales) | 2        |
| États-Unis (R&B/Hip-Hop Streaming Songs)    | 2        |
| États-Unis (Radio Songs)                    | 9        |
| États-Unis (Rap Digital Song Sales)         | 2        |
| États-Unis (Rap Streaming Songs)            | 2        |
| États-Unis (Rhythmic Songs (en))            | 3        |
| États-Unis (Streaming Songs)                | 2        |

| Classement (2010-2019)             | Position |
| ---------------------------------- | -------- |
| États-Unis (Billboard Hot 100)     | 11       |
| États-Unis (Digital Song Sales)    | 33       |
| États-Unis (Hot R&B/Hip-Hop Songs) | 4        |
| États-Unis (Streaming Songs)       | 12       |

| Région | Certification | Ventes/Streams |
| --- | ------------- | -------------- |
| Australie (ARIA) | 8 × Platine   | 560 000^       |
| Belgique (BEA) | Or            | 20 000*        |
| Canada (Music Canada) | 8 × Platine   | 640 000‡       |
| États-Unis (RIAA) | 8 × Platine   | 8 000 000‡     |
| France (SNEP) | Or            | 100 000*       |
| Italie (FIMI) | Platine       | 50 000‡        |
| Nouvelle-Zélande (RMNZ) | 4 × Platine   | 120 000*       |
| Royaume-Uni (BPI) | 2 × Platine   | 1 200 000‡     |
| *Ventes selon la certification ^Mise en rayon selon la certification xNon précisé par la certification ‡ventes/streaming selon la certification |               |                |

## Historique de sortie
| Région     | Date            | Format                      | Label                 | Ref.   |
| ---------- | --------------- | --------------------------- | --------------------- | ------ |
| Monde      | 18 octobre 2018 | Streaming                   | Republic Records      |        |
| Monde      | 18 octobre 2018 | Téléchargement              | Republic Records      |        |
| Italie     | 19 octobre 2018 | Contemporary hit radio (en) | Universal Music Group | [ 82 ] |
| États-Unis | 23 octobre 2018 | Contemporary hit radio (en) | Republic Records      | [ 83 ] |
| États-Unis | 23 octobre 2018 | Rhythmic contemporary (en)  | Republic Records      | [ 84 ] |
| États-Unis | 23 octobre 2018 | Vinyle 7"                   | Republic Records      | [ 85 ] |